# Distrito de Hochdorf
El distrito de Hochdorf (en alemán Amt Hochdorf) es uno de los cinco distritos del cantón de Lucerna (Suiza), está situado al noreste del cantón. Tiene una superficie de 183,95 km². La capital del distrito es Hochdorf.

## Geografía
El distrito de Hochdorf limita al norte con los distritos de Kulm (AG) y Lenzburgo (AG), al este con el de Muri, al sur con el de Lucerna, y al oeste con el de  Sursee.

## Historia
Bailía lucernense (1386-1418), integrada en 1418 a la bailía de Rothenburgo (bajo el nombre de bailía exterior), distrito del cantón de Lucerna desde 1798. Lucerna conquista la zona durante la batalla de Sempach en 1386, y luego adquiere legalmente como título de garantía (1395) una parte de la bailía austríaca de Richensee (esencialmente Hochdorf y Urswil), erige el territorio como la bailía de Hochdorf, con el fin de manifestar sus pretensiones, discutidas pero que finalmente logra imponer, sobre la alta jurisdicción del lugar. 
La bailía, que todavía tenía una administración autónoma en 1393, fue sometido a la de Rothenburg después de 1400 e integrada a este último en 1418. La bailía comprendía el sur del Seetal. Agrandada con las comunas situadas al norte de Emmen, la bailía fue erigida como distrito en 1798, tras la partición de la bailía de Rothenburgo. En 1803, la antigua bailía de Rothenburgo fue reconstituida, pero bajo el nombre de Hochdorf. El distrito se agrandaría con las comunas de la bailía de Hitzkirch (sin Merenschwand), porción de las Freier Ämter (Administraciones libres) cedidas a Lucerna por el cantón de Argovia, así como los enclaves de Ermensee y de Schongau, tomados al Michelsamt (administración de Michel). Las fronteras actuales datan de 1814, entre tanto, el distrito perdió las comunas de Hildisrieden y de Nuedorf (atribuidas al distrito de Sursee), Buchrain y Dierikon (al distrito de Lucerna). 

## Comunas
| Distrito de Hochdorf | Distrito de Hochdorf   | Distrito de Hochdorf |
| Comunas              | Población (31.12.2008) | Superficie en km²    |
| -------------------- | ---------------------- | -------------------- |
| Aesch                | 951                    | 5,80                 |
| Altwis               | 370                    | 2,93                 |
| Ballwil              | 2442                   | 8,77                 |
| Emmen                | 27 579                 | 20,37                |
| Ermensee             | 825                    | 5,69                 |
| Eschenbach           | 3439                   | 13,21                |
| Hitzkirch3           | 4634                   | 28,30                |
| Hochdorf             | 8386                   | 10,31                |
| Hohenrain2           | 2379                   | 23,52                |
| Inwil                | 2140                   | 10,32                |
| Rain                 | 2295                   | 9,42                 |
| Römerswil1           | 1577                   | 17,39                |
| Rothenburg           | 7132                   | 15,50                |
| Schongau             | 852                    | 12,43                |
| Total (14)           | 65 001                 | 183,95               |

### Modificaciones
- 11 de enero de 2005: Fusión de las comunas de Hersliberg y Römerswil en la nueva comuna de Römerswil.
- 21 de enero de 2007: Fusión de las comunas de Hohenrain y Lieli en la nueva comuna de Hohenrain.
- 31 de enero de 2009: Fusión de las comunas de Hitzkirch, Gelfingen, Hämikon, Mosen, Müswangen, Retschwil y Sulz en la nueva comuna de Hitzkirch.

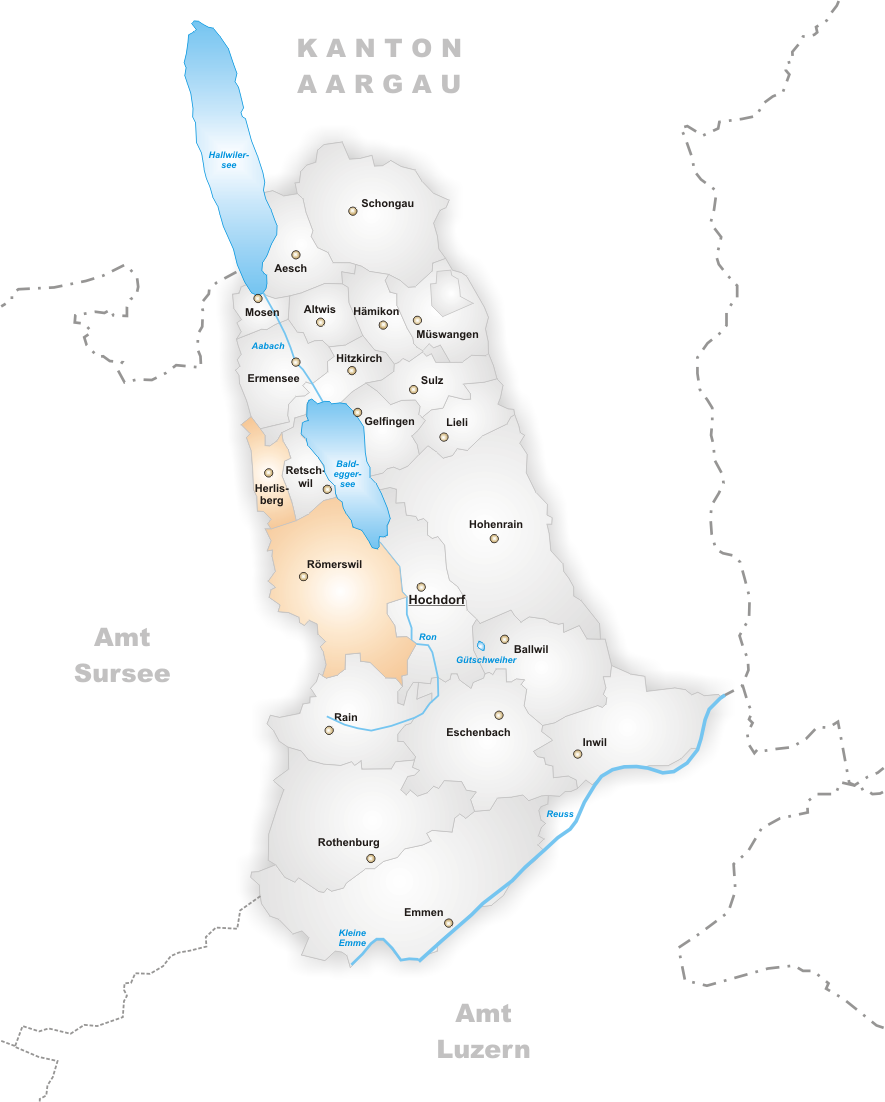
Comunas hasta 2004
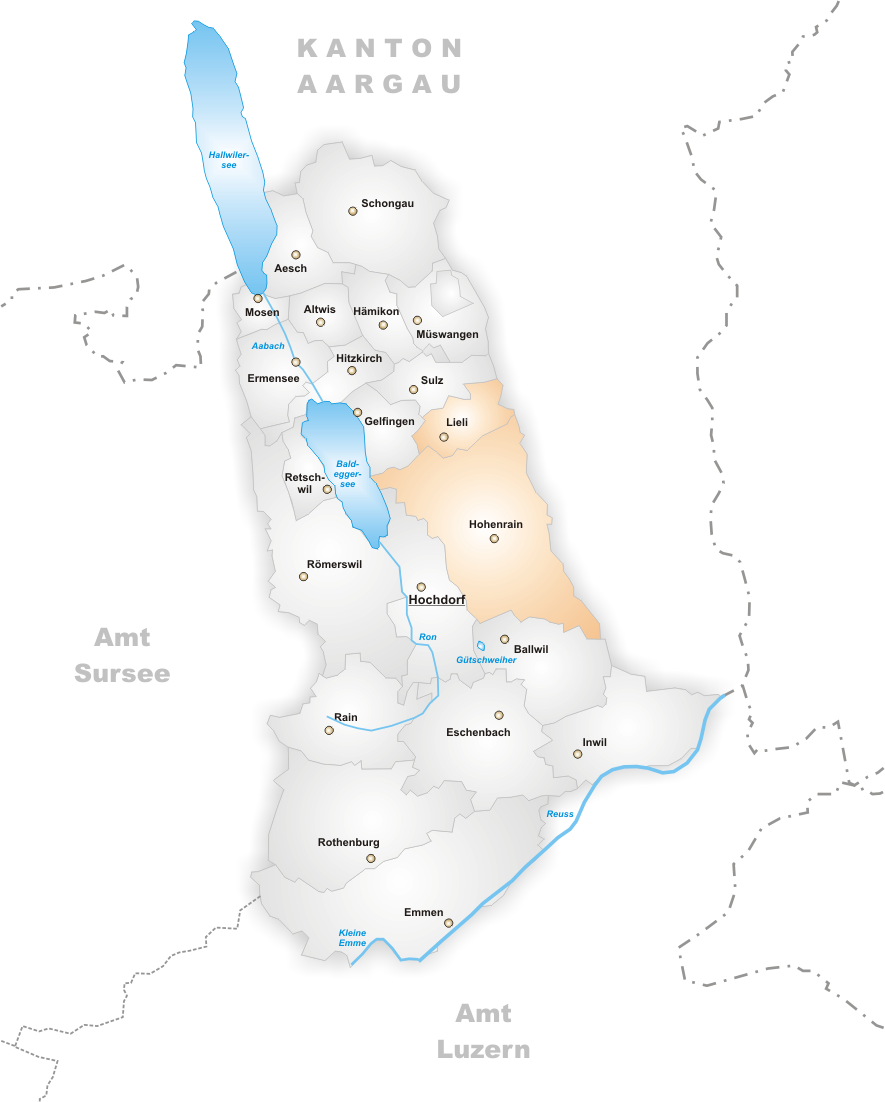
Comunas hasta 2006
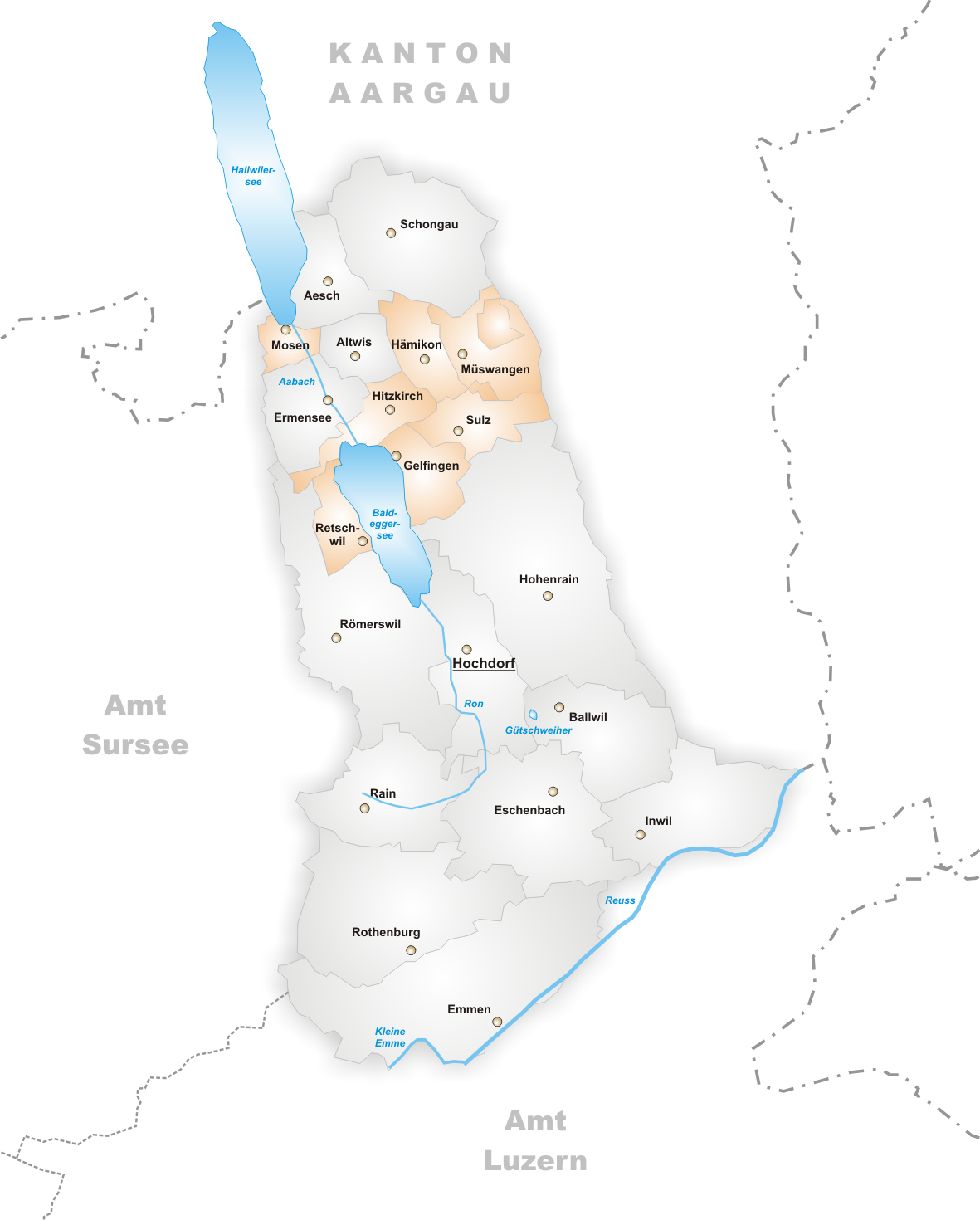
Comunas hasta 2008